# 21-ша дивізія крейсерів (Імперський флот)
21-ша дивізія крейсерів (Імперський флот) — підрозділ Імперського флоту Японії, кораблі якого взяли участь у Другій світовій війні.

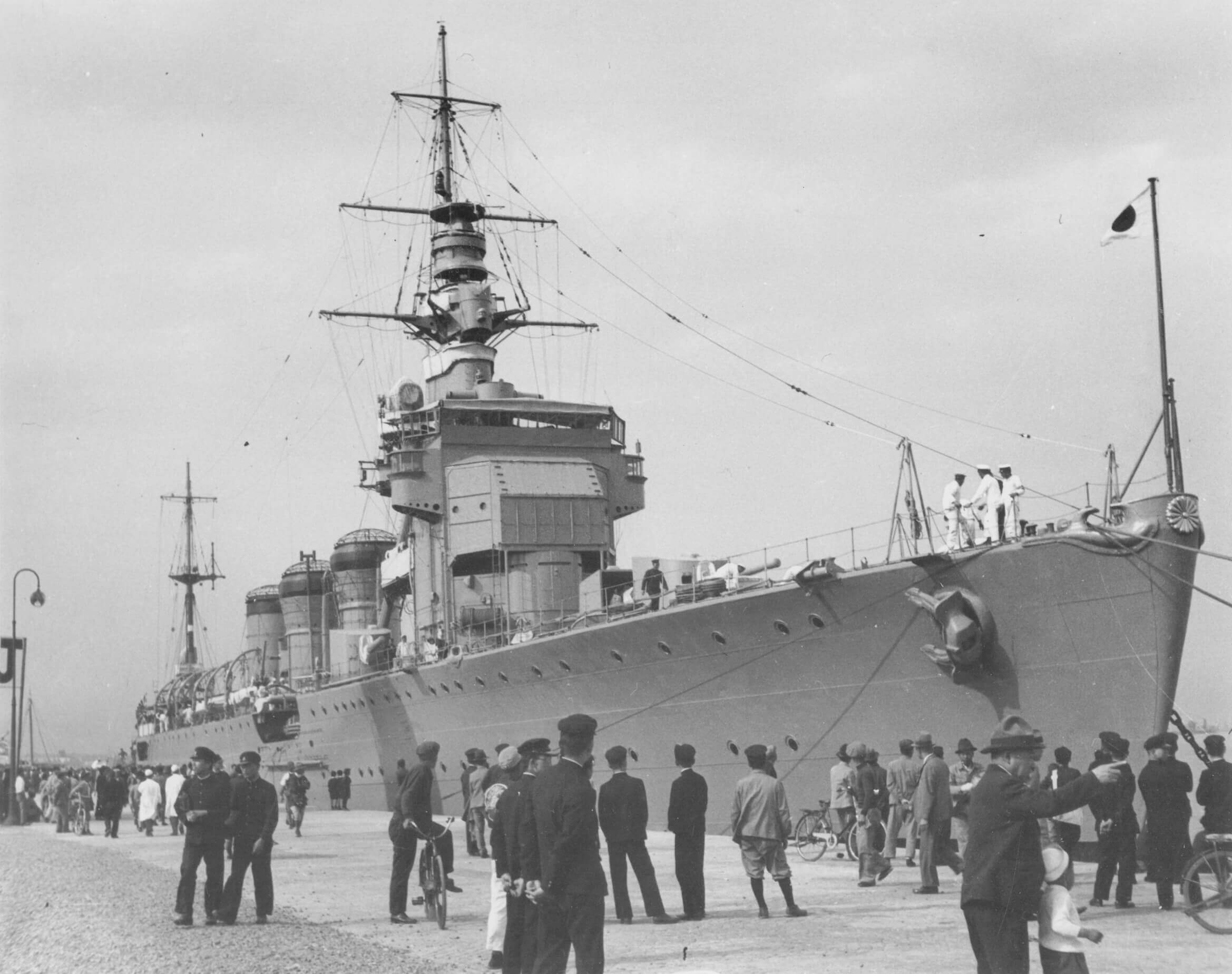
Крейсер «Кісо»

Станом на момент вступу Японії у Другу світову до дивізії входили два легкі крейсери типу «Кума» — «Кісо» і «Тама». Вона підпорядковувалась П'ятому флоту з головною базою Омінато (в затоці Муцу на північному завершенні острова Хонсю), який відповідав за північну зону, при цьому саме 21-ша дивізія була найбільш потужним підрозділом цього формування (за останнім числилася також 22-га дивізія крейсерів, проте її становили переобладнані транспортні судна).
З 1 вересня 1941-го 21-й дивізії також підпорядковувався переобладнаний гідроавіаносець «Кімікава-Мару», втім, уже з 1 січня 1942-го його передали під пряме командування П'ятого флоту.
Упродовж зими 1941/1942 років крейсери дивізії двічі виходили на патрулювання в північній зоні — з 4 по 21 грудня та з 1 по 20 лютого. Якоїсь взаємодії з ворогом при цьому не відбулось, проте в умовах штормового моря кораблі все одно зазнавали пошкоджень і після кожного походу ставали на ремонт.
У середині березня 1942-го крейсери були в Йокосуці, звідки виходили в море 12—19 березня в пошуках ворожих кораблів, які за отриманими командуванням даними наближались до Японії. Схоже завдання вони мали 18 квітня під час перебування в Аккаші (східне узбережжя Хоккайдо), коли «Кісо» й «Тама» залучили до спроби відшукати американські кораблі, що провели перше повітряне бомбардування Японії («рейд Дуліттла»). При цьому «Кісо» зняв екіпаж з переобладнаного патрульного катера, який напередодні важко пошкодили ворожі літаки, а потім прийняв з підводного човна врятованих моряків іншого катера.

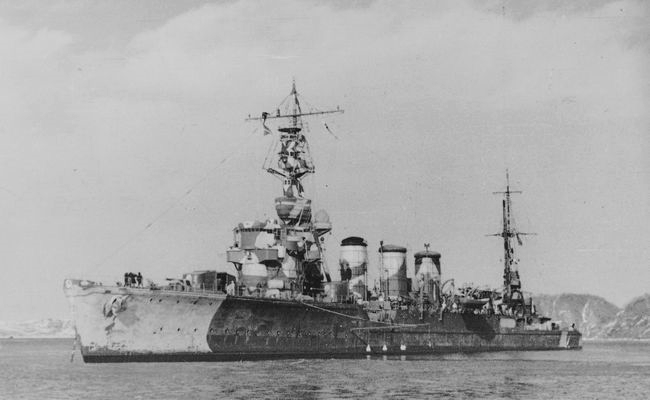
Крейсер «Тама»

Невдовзі після цього бойові шляхи крейсерів 21-ї дивізії вперше розійшлись. «Кісо» на початку травня 1942-го вийшов для супроводу «Кімікава-Мару», який провів повітряну розвідку островів Алеутського архіпелагу, на які японське командування планувало висадити десанти. «Тама» в цей час провів кілька діб за патрулюванням, а потім разом з важким крейсером «Наті» надавав допомогу флотському танкеру Shiriya, в якого вийшло з ладу кермове управління. У підсумку танкер вдалось довести на буксирі до Аккеші.
Наприкінці травня 1942-го крейсери 21-ї дивізії вийшли з Омінато в межах операції вторгнення на Алеути, при цьому вони належали до загону, який 7 червня здійснив висадку на острів Киска. Наприкінці червня «Кісо» і «Тама» рушили з тієї ж бази у складі великого з'єднання, завданням якого була доставка підкріплень на Киску та протидія можливій ворожій контратаці. Цей похід тривав кілька тижнів та завершився в середині липня.
З 14 липня 1942-го дивізію підсилили кораблем іншого класу — важким крейсером «Наті», який до того кілька місяців вважався флагманським кораблем командувача П'ятого флоту (а ще раніше брав активну участь у вторгненні до Південно-Східної Азії).
З 20 серпня по 16 вересня 1942-го «Кісо» і «Тама» виходили з Омінато для чергового патрулювання. Під час цього походу одним із завдань було прикриття передислокації гарнізону з Атту (інший захоплений під час червневої операції острів Алеутського архіпелагу) на Киску. А 23 жовтня — 1 листопада ці ж кораблі «Кісо» і «Тама» здійснили похід для доставки нових бійців на Атту (разом з ними до цієї операції долучили ще один легкий крейсер «Абукума» та 2 есмінці). Доставка підкріплень на Алеути тривала й у наступні місяці, при цьому легкі крейсери дивізії діяли порізно — «Кісо» разом з «Абукумою» в листопаді відвідав Атту, а на початку грудня Киску, тоді як внеском «Тами» став листопадовий похід до Киски.

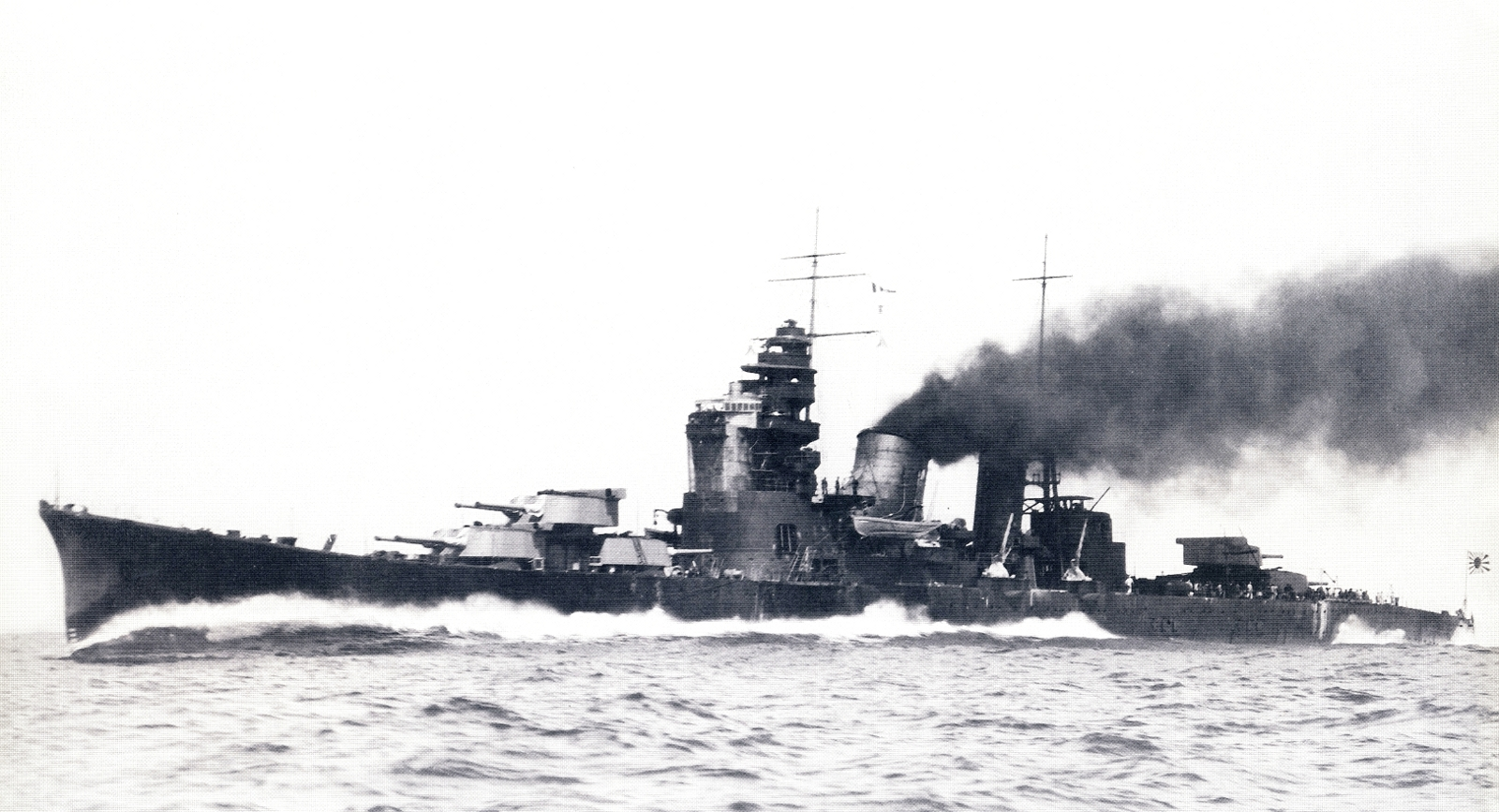
Крейсер «Наті»

Взимку 1942/1943 років легкі крейсери пройшли черговий ремонт, при цьому «Кісо» перший повернувся до активної діяльності. З другої половини січня по першу половину березня він провів три логістичні походи, два з яких вдалі: у лютому цей крейсер успішно супроводив транспорт до Киски, а в березні — два транспорти до Атту.
Функції «Наті», як і належить, відрізнялись від завдань легких крейсерів і його не використовували для транспортних рейсів. Втім, коли для транспортних загонів виникла загроза зустрічі з надводними силами ворога, «Наті» залучили для їх прикриття. У першій половині березня він разом зі ще одним важким крейсером, 2 легкими крейсерами (одним з них був «Тама») та 5 есмінцями забезпечував згаданий вище похід загону «Кісо» до Атту. А в останній декаді місяця «Наті» з тими самими кораблями прикривав вихід до Атту трьох транспортів, що в підсумку призвело до єдиного у Алеутській кампанії бою надводних кораблів при Командорських островах. У цьому «Наті» взяв участь у пошкодженні артилерійським вогнем двох ворожих легких крейсерів, тоді як сам був уражений 5 127-мм снарядами з ворожих есмінців, унаслідок чого була виведена з ладу перша башта (також виявились втраченими всі три гідролітаки крейсера — два внаслідок стрільби власних гармат та третій під час проби приводнитись). У «Тама» влучили два 127-мм снаряди, проте корабель не зазнав серйозних пошкоджень. У підсумку транспортну операцію скасували і японські кораблі повернулись на базу.
Після ремонту крейсери 21-ї дивізії протягом травня 1943-го повернулись у північну зону, причому «Кісо» знову перший узявся за активні дії. Наприкінці травня 1943-го він разом з «Абукума» та 4 есмінцями вийшли в море із завданням доправити припаси на Атту, на який два тижні тому висадився американський десант. Втім, спротив гарнізону Атту завершився раніше, аніж японський загін дочекався слушного моменту для реалізації задуму.
У липні 1943-го крейсери 21-ї дивізії взяли участь у двох спробах евакуювати гарнізон з Киски, втім, лише «Кісо» діяв у складі основного загону та зміг під час другого походу вивезти 1200 японських бійців. «Тама» через поганий стан машини виконував допоміжні функції і, хоч і виходив обидва рази в море, проте не наближався до Алеутів. «Наті» в цій операції побував у морі під час першої спроби евакуації, разом зі ще одним важким крейсером забезпечуючи дистанційне прикриття.
Восени 1943-го легкі крейсери дивізії залучили для дій у південних водах. У вересні та жовтні вони двічі пройшли до Океанії з військами на борту — вперше як складова частина конвою «Тей №1 Го», а вдруге як перший ешелон конвою «Тей №4 Го». Під час жовтневого походу крейсери дістались Рабаула — головної передової бази в архіпелазі Бісмарка, з якої здійснювались операції на Соломонових островах та сході Нової Гвінеї. Таке наближення до зони активних бойових дій мало швидкі наслідки, коли 21 жовтня вони стали ціллю для літаків австралійських ВПС, при цьому «Кісо» зазнав прямого влучання бомбою в одне з машинних відділень, а на «Тама» були пошкоджені окремі плити корпусу.
У підсумку «Тама» прибув до Японії на два тижні раніше за «Кісо», причому останній став там на ремонт аж до кінця зими 1943/1944 років. За цей час «Тама» встиг здійснити спробу рейсу на Палау (скасована після потоплення одного з транспортів конвою), потім провів певний час на Курильських островах, а з середини січня базувався на Омінато. «Кісо» приєднався до нього на початку березня 1944-го після виходу з ремонту, після чого обидва легкі рейсери дивізії кілька місяців несли службу на цій базі.
Що стосується «Наті», то він весь цей час ніс службу в північній зоні, причому з квітня 1944-го до нього приєднався важкий крейсер «Асігара», який 25 лютого 1944-го включили до 21-ї дивізії (до того цей корабель діяв у Південно-Східній Азії та належав до 16-ї дивізії крейсерів). На початку серпня «Наті» та «Асігара» полишили північну зону та пройшли до Куре, де перебували більш як два місяці.

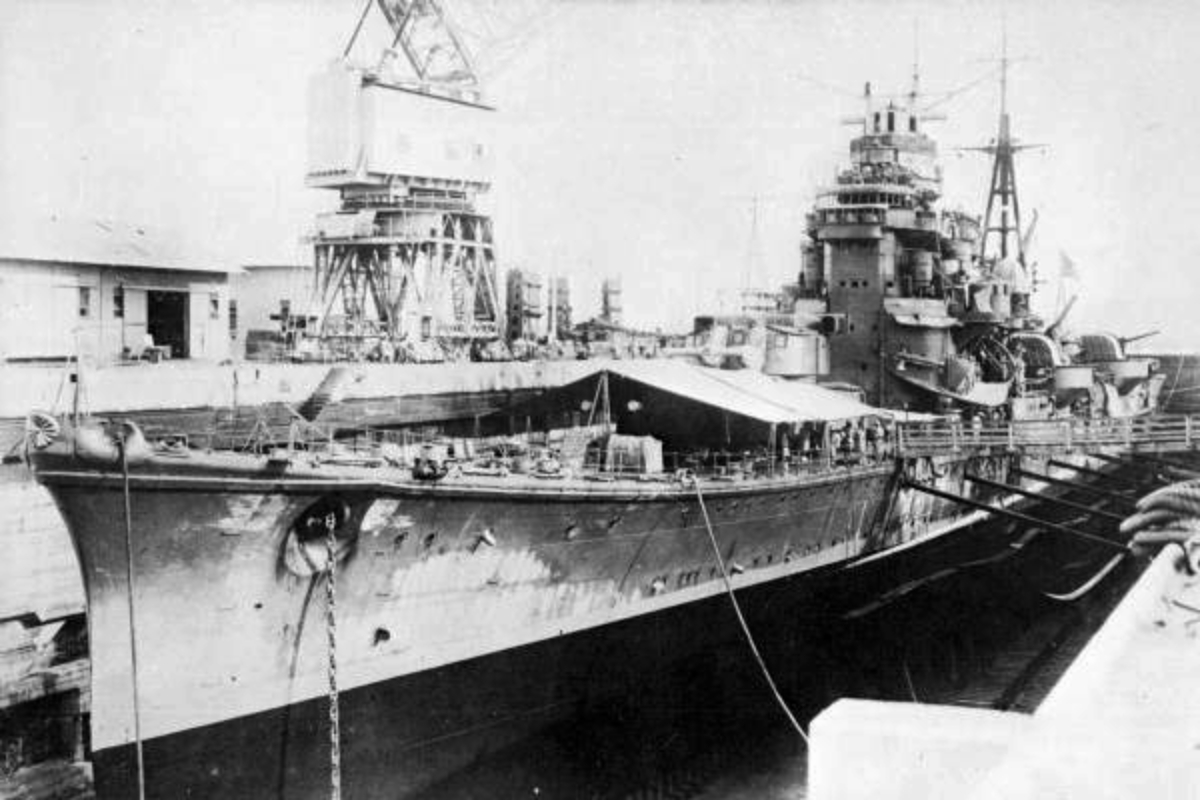
Крейсер «Асігара»

Що стосується «Кісо» і «Тама», їх останніми спільними акціями стали літні походи для доставки підкріплень на острови Огасавара. Відомо, що вони здійснили туди щонайменше два рейси — з 30 червня по 3 липня 1944-го із Йокосуки до острова Тітідзіма, та з 11 по 15 серпня з Йокогами до Тітідзіми та Хахадзіми.
30 серпня 1944-го «Тама» вибув зі складу 21-ї дивізії та став головним кораблем 11-ї дивізії ескадрених міноносців.
14 жовтня 1944-го «Асігара» та «Наті» полишили Японію для протидії атаці авіаносного з'єднання на Формозу, а одразу за цим попрямували на Філіппіни для протидії вторгненню союзників. За планом японського командування вони мали підсилити диверсійний загін адмірала Нісімури, який знищено в ніч проти 25 жовтня в бою у протоці Сурігао. «Асігара» та «Наті» прибули до місця бою дещо пізніше та змогли вчасно повернути назад і вціліти, втім, уже 5 листопада «Наті» буде потоплений авіацією в Манілі.
Що стосується «Кісо», то він на тлі філіппінських подій вийшов з Японії 27 жовтня у загоні, який передусім мав доправити до Брунею амуніцію для головних сил флоту (наприкінці жовтня останні витратили чимало боєприпасів у вирішальній та невдалій битві біля острова Лейте). 6 листопада «Кісо» прибув до Брунею, а 8—10 листопада перейшов звідси до Маніли, де очолив 1-шу ескадру ескадрених міноносців (її попередній флагман загинув у битві в затоці Лейте). Втім, він недовго виконував ці обов'язки, оскільки 13 листопада загинув у Манільській бухті під час чергового рейду американських авіаносців.
Що стосується «Асігара», то його не пізніше лютого 1945-го вже вписали до 5-ї дивізії крейсерів.